# Pattini d'argento
Pattini d'argento (in inglese Hans Brinker; or, the Silver Skates: A Story of Life in Holland, "Hans Brinker; o, i pattini d'argento: una storia di vita in Olanda") è un romanzo della scrittrice statunitense Mary Mapes Dodge, pubblicato nel 1865.

## Trama
Hans Brinker è un ragazzo di quindici anni, povero, ma buono e onesto, che vive nei Paesi Bassi con la madre e la sorellina Gretel. Il ragazzo, insieme alla sorella, sogna di partecipare alla prestigiosa corsa sui pattini da ghiaccio che si tiene a dicembre sul canale (e il cui premio in palio sono un paio di pattini d'argento), ma hanno poche chance per via dei loro modesti pattini in legno.
Il padre di Hans e Gretel, Raff Brinker, in seguito alla caduta da una diga sul lavoro, ha battuto la testa e ha perso la memoria; vive come in trance, con frequenti eccessi di violenza. Per questo la moglie e i figli devono lavorare per vivere e sono malvisti dalla comunità per la loro misera condizione. Un giorno Hans si imbatte nel famoso chirurgo Boekman e, pur consapevole che si tratta di un medico costoso, lo prega di visitare suo padre. Il dr. Boekman, diventato burbero in seguito alla morte della moglie e alla scomparsa del figlio, rimane colpito dal ragazzo, che gli ricorda suo figlio, e accetta di vedere il sig. Brinker. Diagnosticherà una commozione cerebrale, che potrà essere curata solo con una rischiosa e costosa operazione.
A questo scopo, Hans sacrifica il denaro risparmiato per comprarsi dei pattini di acciaio. Il medico, commosso, esegue l'operazione gratis. In tal modo, Hans può comprare per sé e per Gretel un paio di pattini adatti per partecipare alla gara. Gretel vince, mentre Hans rinuncia per aiutare un amico con un pattino rotto. L'operazione riesce e il sig. Brinker torna il padre e marito affettuoso che era prima dell'incidente. Le sorti della famiglia migliorano anche economicamente, grazie al miracoloso ritrovamento dei risparmi dell'uomo, che si credevano perduti o rubati. Il dr. Boekman ritroverà anche suo figlio con l'aiuto dei Brinker.
I genitori di Hans e Gretel vivranno ancora felicemente a lungo. Il dr. Boekman aiuta Hans ad entrare in una scuola di medicina, e il ragazzo diventa un grande medico.

## Edizioni
- Mary Mapes Dodge, Pattini d'argento, traduzione di Paola Fontana, De Agostini, 1994, ISBN 978-88-415-1736-9.
- Giorgia Franciosi, Pattini d'argento, traduzione e apparato didattico di Daniela Capobianco, Mandese Editore, 2008, ISBN 978-88-535-0206-3.
- Mary Mapes Dodge, Pattini d'argento, BUR classici best, Rizzoli, 2009, ISBN 978-88-17-02960-5.
- Mary Mapes Dodge, Pattini d'argento, Corticelli, Mursia, 2000, ISBN 978-88-425-4051-9.

## Adattamenti
Ne sono stati realizzati diversi adattamenti - a volte lontani dalla trama originale - per il cinema e la televisione: due omonimi, uno del 1979 e l'altro del 2020, che ambienta la vicenda a San Pietroburgo; uno televisivo per la regia di Sidney Lumet intitolato Hans Brinker e i pattini d'argento; un film Disney del 1962 dal medesimo titolo; e un'altra rivisitazione, stavolta in chiave moderna, del 1998, Brink! Sfida su rotelle.